# طبيب الفتاة الوحش
طبيب الفتاة الوحش (بالإنجليزية: Monster Girl Doctor)‏ هي رواية خفيفة يابانية نشرت من قبل شوئيشا في يونيو 2016.تم عمل مانغا مقتبسة منها نشرت في فبراير 2018 وتم عمل مسلسل أنمي من إنتاج أرفو أنيميشن عرض في يوليو حتى سبتمبر 2020.